# Élections législatives de 1951 dans la Haute-Marne
Les élections législatives françaises de 1951 se tiennent le 17 juin. Ce sont les deuxièmes élections législatives de la Quatrième République.

## Mode de scrutin
Représentation proportionnelle plurinominale suivant la méthode du plus fort reste dans 103 circonscriptions, conformément à la loi des apparentements : les listes qui se sont « apparentées » avant l'élection remportent tous les sièges de la circonscription si leurs voix ajoutées obtiennent la majorité absolue des suffrages exprimés. Il y a 629 sièges à pourvoir.
Le vote préférentiel est admis. 
Dans le département de la Haute-Marne, trois députés sont à élire.

## Candidats

### Liste du Rassemblement du Peuple Français
| N° | Candidats | Candidats           | Parti | Principales fonctions                                                                |
| -- | --------- | ------------------- | ----- | ------------------------------------------------------------------------------------ |
| 01 |           | Robert Huel         | RPF   | Médecin, engagé volontaire dans la première armée française Rhin et Danube, Chaumont |
| 02 |           | Jean-Paul Guillaume | RPF   | Cultivateur, Président du syndicat laitier, maire de Cour-l'Évêque                   |
| 03 |           | Émile Charpentier   | RPF   | Négociant en vins, conseiller général, adjoint au maire de Saint-Dizier              |

### Liste du Rassemblement des gauches républicaines - Parti radical-socialiste
| N° | Candidats | Candidats     | Parti   | Principales fonctions                                                   |
| -- | --------- | ------------- | ------- | ----------------------------------------------------------------------- |
| 01 |           | Jean Masson   | RGR     | Docteur en droit, maire de Chaumont, conseiller général, député sortant |
| 02 |           | Paul Aubry    | Radical | Président de la fédération départemental du Parti radical-socialiste    |
| 03 |           | Pierre Mathey | RGR     | Agriculteur, maire de Prauthoy, conseiller général                      |

### Liste du Parti communiste français
| N° | Candidats | Candidats      | Parti | Principales fonctions                                                |
| -- | --------- | -------------- | ----- | -------------------------------------------------------------------- |
| 01 |           | Marius Cartier | PCF   | Cheminot, conseiller municipal de Saint-Dizier, député sortant       |
| 02 |           | Georges Savary | PCF   | Cheminot, ancien résistant déporté, adjoint au maire de Saint-Dizier |
| 03 |           | Paul Foubet    | PCF   | Agriculteur, Noidant-Chatenoy                                        |

### Liste du Mouvement républicain populaire
| N° | Candidats | Candidats         | Parti | Principales fonctions      |
| -- | --------- | ----------------- | ----- | -------------------------- |
| 01 |           | Marc Scherer      | MRP   | Professeur, député sortant |
| 02 |           | Joseph Morisot    | MRP   | Cultivateur                |
| 03 |           | Maurice Delaplace | MRP   | Magasinier, Saint-Dizier   |

### Liste du Centre national des indépendants et paysans - Défense des libertés
| N° | Candidats | Candidats           | Parti                | Principales fonctions                                                                     |
| -- | --------- | ------------------- | -------------------- | ----------------------------------------------------------------------------------------- |
| 01 |           | Marc Aimé Chevalier | CNIP                 | Avocat                                                                                    |
| 02 |           | Fernand Vernet      | Défense des libertés | Confiseur-pâtissier retraité, conseiller général du canton de Saint-Blin, maire de Manois |
| 03 |           | Charles Béligné     | CNIP                 | Industriel coutelier, conseiller général du canton de Langres, maire de Langres           |

### Liste du Parti socialiste SFIO
| N° | Candidats | Candidats       | Parti | Principales fonctions                                                  |
| -- | --------- | --------------- | ----- | ---------------------------------------------------------------------- |
| 01 |           | Pierre Lamarque | SFIO  | Inspecteur des établissements scolaires de la Ville de Paris, Chaumont |
| 02 |           | Lucien Paulus   | SFIO  | Receveur entreposeur des tabacs                                        |
| 03 |           | Louis Rougeot   | SFIO  | Ciselier                                                               |

### Liste du Rassemblement des groupes républicains et indépendants français
| N° | Candidats | Candidats         | Parti | Principales fonctions |
| -- | --------- | ----------------- | ----- | --------------------- |
| 01 |           | Edmond Thomas     | RGRIF | Retraité              |
| 02 |           | Andrée Schnebelen | RGRIF | Secrétaire            |
| 03 |           | Jean Croyn        | RGRIF | Plombier              |

### Liste de l'Union des nationaux indépendants et républicains
| N° | Candidats | Candidats              | Parti | Principales fonctions   |
| -- | --------- | ---------------------- | ----- | ----------------------- |
| 01 |           | Jean-Louis Ameline     | UNIR  | Employé des PTT         |
| 02 |           | Thérèse Bertrand-Hardy | UNIR  |                         |
| 03 |           | Paulette Clément       | UNIR  | Employée d'exploitation |

## Élus
| Député sortant | Parti | Parti   | Député élu ou réélu | Parti | Parti   |
| -------------- | ----- | ------- | ------------------- | ----- | ------- |
| Marius Cartier |       | PCF     | Robert Huel         |       | RPF     |
| Marc Scherer   |       | MRP     | Paul Aubry          |       | Rad soc |
| Jean Masson    |       | Rad soc | Jean Masson         |       | Rad soc |

## Résultats

### Résultats à l'échelle du département
- Les listes RGR-Rad, du MRP et CNIP-Déf. lib se sont apparentées.
- Leurs voix cumulées représentant moins de 50% des exprimés, les sièges sont répartis à la proportionnelle entre tous les partis.
- Le score de l'apparentement est considéré comme celui d'une liste pour la répartition générale, ensuite la répartition interne des sièges entre apparentées se fait également à la proportionnelle.

| Parti    | Parti           | Tête de liste       | Résultats | Résultats | Sièges |  |
| Parti    | Parti           | Tête de liste       | Voix      | %         | Sièges |  |
| -------- | --------------- | ------------------- | --------- | --------- | ------ |  |
|          | RPF             | Robert Huel         | 22 736    | 26,64     | 1      |  |
|          | RGR-Rad *       | Jean Masson         | 19 953    | 23,38     | 2      |  |
|          | PCF             | Marius Cartier      | 18 133    | 21,25     | 0      |  |
|          | MRP *           | Marc Scherer        | 8 846     | 10,37     | 0      |  |
|          | CNIP-Déf. lib * | Marc Aimé Chevalier | 8 319     | 9,75      | 0      |  |
|          | SFIO            | Pierre Lamarque     | 6 015     | 7,05      | 0      |  |
|          | RGRIF           | Edmond Thomas       | 2         | 0,00      | 0      |  |
|          | UNIR            | Jean-Louis Ameline  | 2         | 0,00      | 0      |  |
|          |                 |                     |           |           |        |  |
| Inscrits | Inscrits        | Inscrits            | 109 853   | 100,00    | 3      |  |
| Votants  | Votants         | Votants             | 88 097    | 80,20     |        |  |
| Exprimés | Exprimés        | Exprimés            | 85 342    | 96,87     |        |  |